# Рзаев, Самандар Мансим оглы
Саманда́р Манси́м оглы́ Рза́ев (азерб. Səməndər Mənsim oğlu Rzayev; 2 января 1945, Агсу, Азербайджанская ССР, СССР — 17 марта 1986, Баку, Азербайджанская ССР, СССР) — азербайджанский советский актёр театра и кино, Заслуженный артист Азербайджанской ССР (1974), лауреат Государственной премии Азербайджанской ССР (1980).

## Биография
Самандар Мансим оглы Рзаев родился 2 января 1945 года в Агсу. В 1964 году поступил в Азербайджанский государственный институт искусств, который окончил в 1968 году. С 1967 года был актёром Азербайджанского государственного драматического театра, на сцене которого играл до конца своих дней.
Основными ролями Рзаева в театре были Хаджа Низам, князь («Хайям», «Князь» Г. Джавида), Балахан («Айдын» Дж. Джаббарлы), Данел («Несчастная девушка» А. Ширванзаде), Тарлан («Без тебя» Ш. Курбанова), Бахрам («Летние дни города» Анара), Амир Инандж («Меч и перо» М. С. Ордубади), Фазил Гюлейни («Сборище сумасшедших» Дж. Мамедкулизаде) и др. Об исполнении Рзаевым роли хирурга Эльдара в спектакле «Если ты гореть не будешь» Н. Хазри театровед Азад Алиев пишет:
Тонко, убедительно исполняет эту роль Самандар Рзаев. Его герой вначале предельно обходителен и корректен — актер не спешит показать истинное лицо Эльдара. Зрителю дана возможность присмотреться к герою. Но вот сцены в больнице, в доме, разговоры с женой — и мы убеждаемся, что этот человек пуст и эгоистичен. Ради своего благополучия он готов принести в жертву даже чужую жизнь. Зритель проникается неприязнью к такого рода людям — внешне благообразным, тонким, обходительным, но по сути своей подлым.
В кино Самандар Рзаев сыграл роли различного жанра и характера. В целом он снялся в 17 фильмах, среди которых были «Насими», «Бабек», «В огне», «Рыцари чёрного озера», «Дедушка дедушки нашего дедушки» и прочие. Также Рзаев был мастером художественного чтения. На радио он вёл программу «Родник» (азерб. Bulaq), часто лично редактируя текст и передачи.
Скончался актёр 27 марта 1986 года от цирроза печени. В день кончины, уже будучи больным, Рзаев  вышел на сцену, сыграв в спектакле «Тлеющие костры» М. Ибрагимова свою последнюю роль. На спектакль актёр приехал прямо из больницы. Чтобы не чувствовать боли Рзаев играл, выпив очень много спиртного, а упал, уже доиграв и выйдя за кулисы. Похоронен актёр на Ясамальском кладбище города Баку.